# Chaetodon dialeucos
Chaetodon dialeucos är en fiskart som beskrevs av Salm och Mee, 1989. Chaetodon dialeucos ingår i släktet Chaetodon och familjen Chaetodontidae. IUCN kategoriserar arten globalt som livskraftig. Inga underarter finns listade i Catalogue of Life.